# Hrabstwo Sedgwick (Kansas)

Piramida wieku hrabstwa

Hrabstwo Sedgwick (ang. Sedgwick County) – hrabstwo położone w USA w stanie Kansas z siedzibą w mieście Wichita. Założone 26 lutego 1867 roku. Według danych z 2010 r. hrabstwo miało 498 365 mieszkańców.

## Miasta
- Wichita
- Derby
- Haysville
- Park City
- Bel Aire
- Mulvane
- Valley Center
- Goddard
- Clearwater
- Maize
- Cheney
- Sedgwick
- Colwich
- Kechi
- Mount Hope
- Garden Plain
- Eastborough
- Andale
- Bentley
- Viola
- Oaklawn-Sunview (CDP)

## Sąsiednie Hrabstwa
- Hrabstwo Harvey
- Hrabstwo Butler
- Hrabstwo Cowley
- Hrabstwo Sumner
- Hrabstwo Kingman
- Hrabstwo Reno